# 小関悠一郎
小関 悠一郎（こせき ゆういちろう、1977年　- ）は、日本の歴史学者、千葉大学教授、千葉市文化財保護審議会会長。日本近世史専攻。德川記念財団徳川奨励賞受賞。

## 人物・来歴
宮城県仙台市に生まれる。山形県南陽市梨郷育ち。1996年山形県立米沢興譲館高等学校卒業。2000年一橋大学社会学部卒業。 2008年一橋大学大学院社会学研究科博士後期課程修了、「藩政改革の展開と「改革主体」の形成」で博士（社会学）の学位を取得。主査若尾政希。同年德川記念財団徳川奨励賞受賞。同年東京大学史料編纂所特任研究員。2009年日本学術振興会特別研究員。2012年千葉大学教育学部准教授（社会科）。2013年歴史科学協議会歴史評論編集委員。2017年茂原市史編さん委員長。2021年木更津市史編さん部会近世部会長。2024年千葉大学教育学部教授（社会科）、千葉市文化財保護審議会会長、日本歴史学会評議員。

## 著書
- 『〈明君〉の近世  学問・知識と藩政改革 』吉川弘文館, 2012.7 ISBN　9784642034531
- 『上杉鷹山と米沢』(人をあるく) 吉川弘文館, 2016.3 ISBN　9784642067911
- 『上杉鷹山 「富国安民」の政治』岩波新書 2021/1

共編
- 『藩地域の政策主体と藩政』 (信濃国松代藩地域の研究) 渡辺尚志共編. 岩田書院, 2008.7
- 『熊本藩からみた日本近世　比較藩研究の提起』 今村直樹共編、吉川弘文館、2021.8 ISBN　9784642043427

## 論文
- 小関悠一郎